# I Know...Brad
I Know…Brad (aussi connu sous le nom de I Know How You Must Feel, Brad) est un tableau pop art de Roy Lichtenstein de 1963. La toile est l'une des œuvres de Roy Lichtenstein où l'artiste se démarque largement du comic dont il s'inspire. Le tableau fait partie de la collection du musée Ludwig Forum für Internationale Kunst d'Aix-la-Chapelle.

## Historique
Au milieu des années 1960, Roy Lichtenstein s'éloigne des bandes dessinées de guerre et multiplie les peintures dignes d'un soap opera, où figure au centre du tableau une héroïne généralement blonde.
Dans une lettre à Ellen H. Johnson (en) d'avril 1963, Roy Lichtenstein écrit que I Know How You Must Feel, Brad est achevée. Il joint à sa lettre le découpage du comic qui l'a inspiré, illustré par Ted Galindo,.
Selon la Fondation Lichtenstein, le tableau fait partie de la collection du musée Ludwig Forum für Internationale Kunst d'Aix-la-Chapelle. Auparavant, il se trouvait au musée Wallraf Richartz de Cologne.

## Description
I Know…Brad est peint à l'huile et au magna sur une toile de 66,5 pouces (168,9 cm) sur 37,75 pouces (95,9 cm). Roy Lichtenstein y met en œuvre d'épais contours noirs, des couleurs primaires et des points Benday.
En comparant la toile au comic original, Ellen H. Johnson (en) note que Lichtenstein se débarrasse des éléments inessentiels (les ongles, les formes des muscles, etc.), transforme le décor, intensifie les contrastes et donne plus de force aux couleurs, en remplaçant la robe rouge terne par une robe au bleu vif et en ravivant les cheveux blonds du personnage.

## Analyse
À propos du tableau, Roy Lichtenstein explique que le prénom Brad lui paraît héroïque. Ainsi, il nomme tous ses héros Brad ce qui permet une simplification excessive des clichés. Ce prénom apparaît en effet dans plusieurs autres toiles de Roy Lichtenstein (dont Drowning Girl), où il semble être le petit-ami des « héroïnes » peintes par l'artiste.
La toile porte le même nom qu'un dessin de Roy Lichtenstein de 60 × 52,1 cm, réalisé la même année et faisant partie d'une collection privée. Dans ce dessin, l'artiste utilise le cadre comme une fenêtre vers le spectateur. Il pousse l'image hors de son cadre, avec des mains qui dépassent de leur plan d'origine. Les mots de la jeune femme qui regarde le spectateur (I Know How You Must Feel, Brad!) créent à la fois un sentiment de tension, de drame et d'humour. Ces éléments se retrouvent également dans la toile.
Michael Archer note que le tableau mêle émotion et ironie. Pour lui, « [l]es peintures de [Lichtenstein] ont l'air, au premier regard, aussi mécaniques que leur source ; cependant il est évident dans une peinture telle que I Know How You Must Feel, Brad que l'idée de l'art comme une activité d'expression émotionnelle est considérée ironiquement »,.